# 娘たちはハイと承諾して最初に来た男と婚約する
『娘たちはハイと承諾して最初に来た男と婚約する』（むすめたちはハイとしょうだくしてさいしょにきたおとことこんやくする、西: El sí pronuncian y la mano alargan al primero que llega, 英: They Say Yes and Give Their Hand to the First Comer）は、スペインのロマン主義の巨匠フランシスコ・デ・ゴヤが1797年から1799年に制作した銅版画である。エッチング。80点の銅版画で構成された版画集《ロス・カプリーチョス》（Los Caprichos, 「気まぐれ」の意）の第2番として描かれた。《ロス・カプリーチョス》は《戦争の惨禍》（Los desastres de la guerra）、《闘牛技》（La Tauromaquia）、《妄》（Los disparates）と並ぶゴヤの四大版画集の1つで、1799年に出版された初版は辛辣な社会批判を含んでいたため、おそらく異端審問所の圧力を受け、わずか27部を売っただけで販売中止となった。本作品は《ロス・カプリーチョス》にいくつかあるテーマのうち、男女間の欺瞞を風刺した作品グループに属している。

## 作品

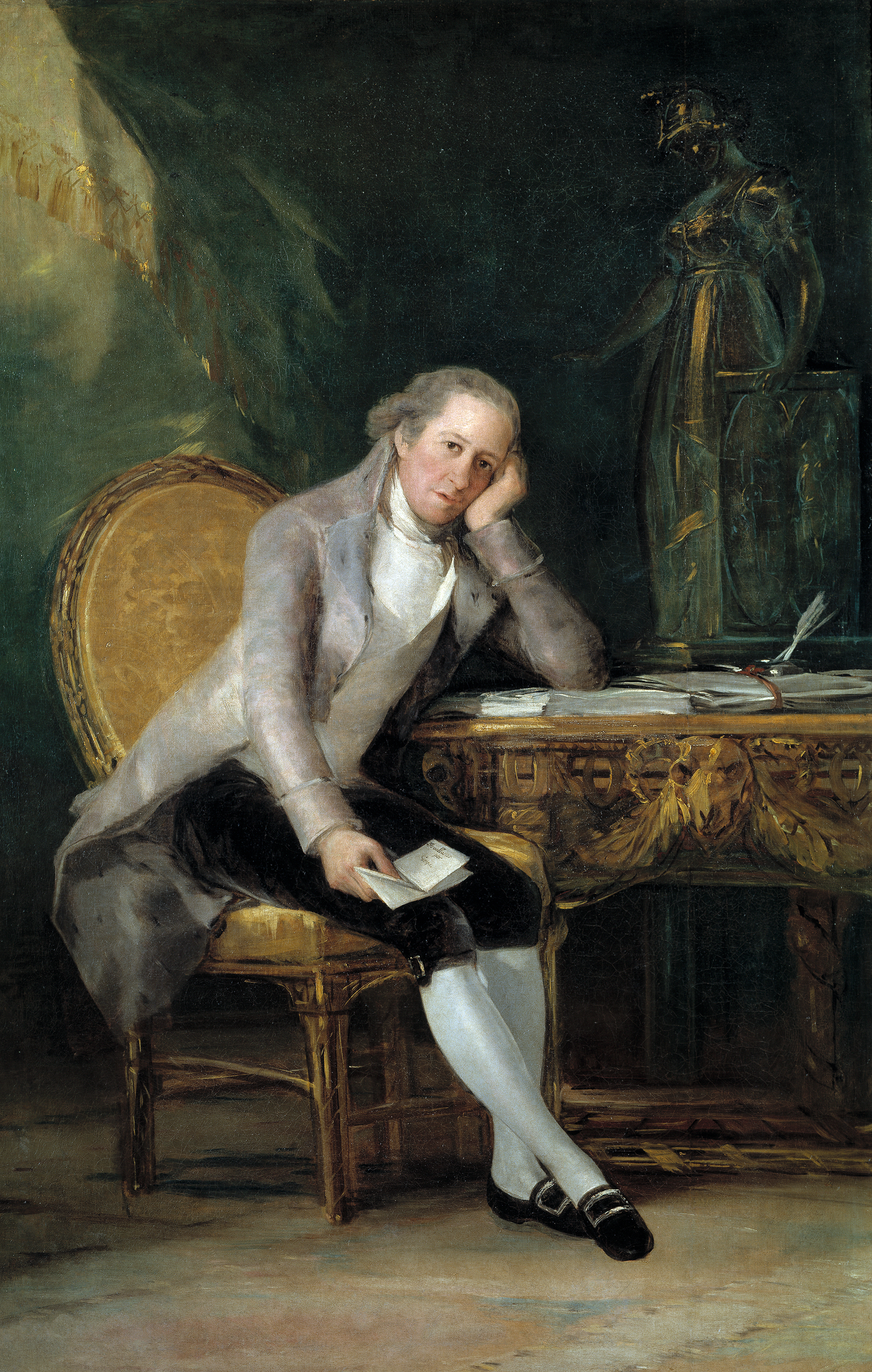
ゴヤの『ガスパール・メルチョール・デ・ホベリャーノスの肖像』。1798年。同美術館所蔵。

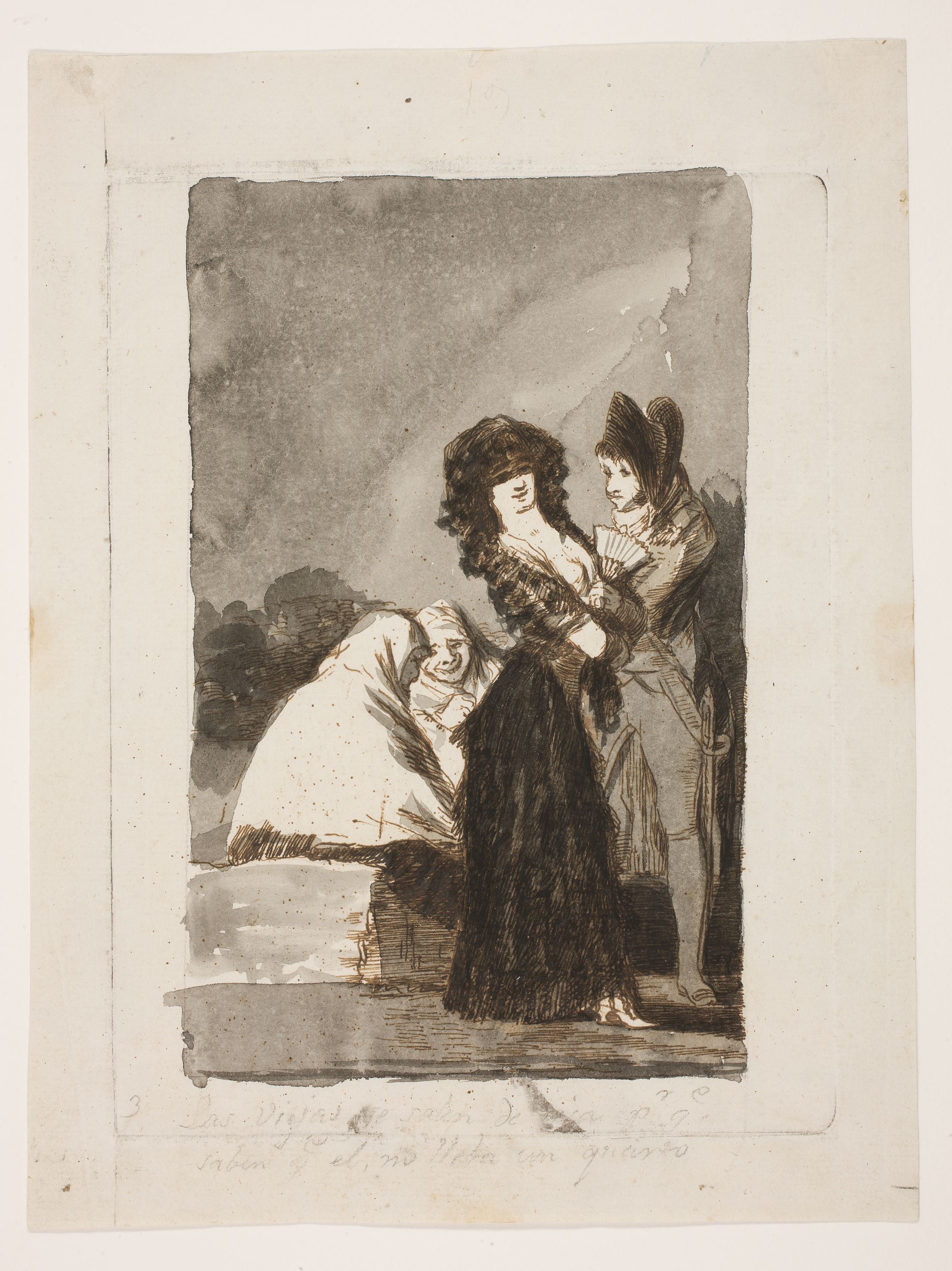
ゴヤの《夢》第19番「男が文無しであることを知っていて笑いを抑え切れぬ老女たち」。プラド美術館所蔵。

ゴヤは両親に付き添われた花嫁を描いている。花嫁は顔に黒い仮面を着けて素顔を隠しているが、後頭部にも醜い猿の仮面をつけている。父親は花嫁の傍らに立ち、娘の手を引いて結婚式が執り行われる祭壇へ向かうよう促している。ところが、花嫁の両足は祭壇へと続く階段ではなく、画面の外側に向かって開かれている。画面の奥でひしめいている群衆の中には、花嫁に向かって野次を飛ばす男や、関心無さそうに座った老女がいる。また画面中央の花嫁と母親の間の暗闇の中に、ゴヤが自身の分身として描いたと思われる、にやついた笑みを浮かべる男の顔が浮かんで見える。
プラド美術館所蔵の手稿では、この作品は「もっと自由に生活できると期待して結婚に身を投じる多くの女性の気軽さ」を表すと説明されている。スペイン国立図書館所蔵の手稿では、「結婚は通常は盲目的に行われる。花嫁は両親に訓練され、最初に到着した男性を騙すために仮面をかぶり着飾る。髪型を真似た後頭部から分かるように、これは召使いたちとともに尻軽女になった、仮面を着けた王女である。愚かな人々はこの結婚を称賛し、その後ろには聖職者の衣装を着たペテン師が国家の幸福を祈っている」と述べられている。ロペス・デ・アラヤ（López de Ayala） の手稿では、ゴヤはこの作品で「王女や女の召使いのような盲目的な結婚を叱責している」と記されている。

### 題名
描かれた場面は政治家、哲学者のガスパール・メルチョール・デ・ホベリャーノスが1786年に発表した風刺詩「アルネストに捧ぐ」（A Arnesto）に基づいていると考えられている。題名も「アルネストに捧ぐ」から引用したものである。主人公のアンダルシアは貴族階級に属しているが身持ちの悪い女性で、おそらく家を出るつもりで最初に現れた求婚者と結婚すると、夫を放置して夜遊びに興じるようになる。ホベリャーノスは詩の中で両親の束縛から解放されて気ままな生活を送りたいがために、安易な結婚に走る女たちを揶揄している。「おおアンダルシアよ、なんと多くの軛をかけられた娘たちがお前の幸運を羨むだろう。なんと多くの娘たちがお前の幸運に憧れ、婚礼のベールを求めるだろう。理性の秤にかけることもなく、新郎の良さも顧みず、娘たちはハイと承諾して最初に来た男と婚約する」。
ホベリャーノスは《ロス・カプリーチョス》の制作と同時期の1797年から1798年にかけて法務大臣の地位にあったが、1798年8月に解任され、マドリードから追放された。ゴヤは扉絵の第1番「画家フランシスコ・デ・ゴヤ・イ・ルシエンテス」（Francisco Goya y Lucientes, Pintor, 自画像）に続き、本編冒頭に本作品を配置することで、《ロス・カプリーチョス》がホベリャーノスの啓蒙主義と同じ精神を持つ作品であることを示している。

### 解釈
女性の裏切りは二重の仮面によって象徴されている。仮面の本来の機能は人物の正体を隠すことにあるが、ゴヤの作品ではむしろそれを身に着けた人物の本当の性格を明らかにする。異なる2つの顔を持つ女性像は「欺瞞」の寓意の伝統的表現であり、《ロス・カプリーチョス》の原点となった素描連作《夢》の「嘘と無節操の夢」でも登場する。猿の仮面は花嫁が表向きの顔とは別の好色な本性を隠し持っていることを表している。一方、両親の身なりは彼らが裕福であることを示しているが、彼女の父親が厳かな表情をしているのとは対照的に、花嫁の背後に立っている母親は娘の後頭部の猿の仮面を見つめながら薄笑いを浮かべている。画面の中ではこの母娘のみに照明が当てられており、母親が結婚する花嫁の本音の理解者であることを示している。それはまるで彼女が自分の娘と共犯関係にあるかのようである。こうした重要な部分に光を当てるような照明の使用の仕方は、たとえば売春を風刺した《ロス・カプリーチョス》第5番「類は友を呼ぶ」（Tal para qual）の準備素描として用いられた、《夢》第19番「男が文無しであることを知っていて笑いを抑え切れぬ老女たち」（Las viejas se salen de risa por que saben que el no lleba un quarto）でも顕著である。
また画面奥の老女の描写は、《ロス・カプリーチョス》第17番「ぴったりよ」（Bien tirada está）、第19番「みんなひっかかるだろう」（Todos caerán）、第20番「むしり取られて追い出され」（Ya van desplumados）といった、売春を風刺した作品に登場する遣り手婆を思わせる。この老女の存在により花嫁の無節操さがより強く示唆されている。

## ギャラリー
《ロス・カプリーチョス》の結婚に関する他の版画

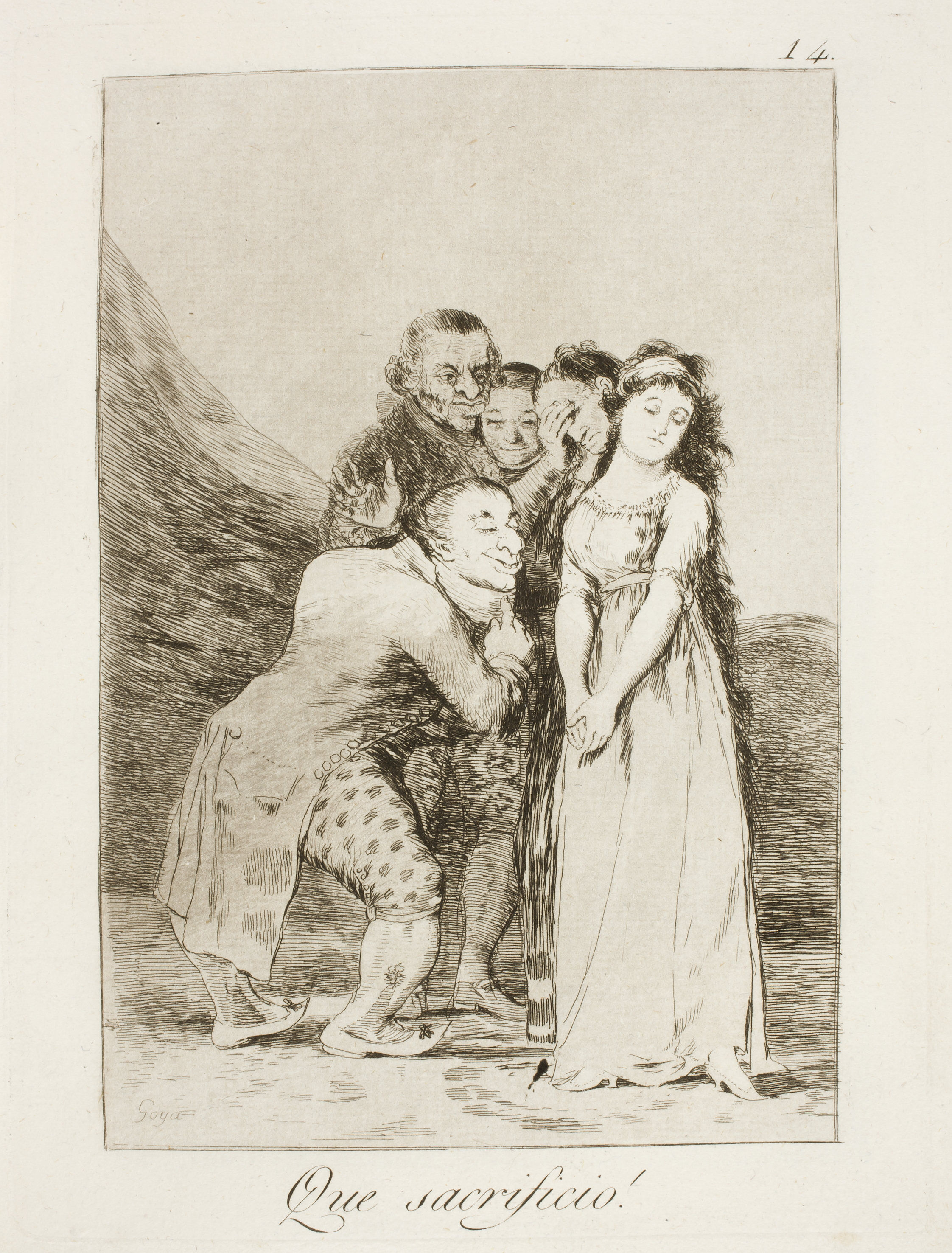
第14番「何たる犠牲か」
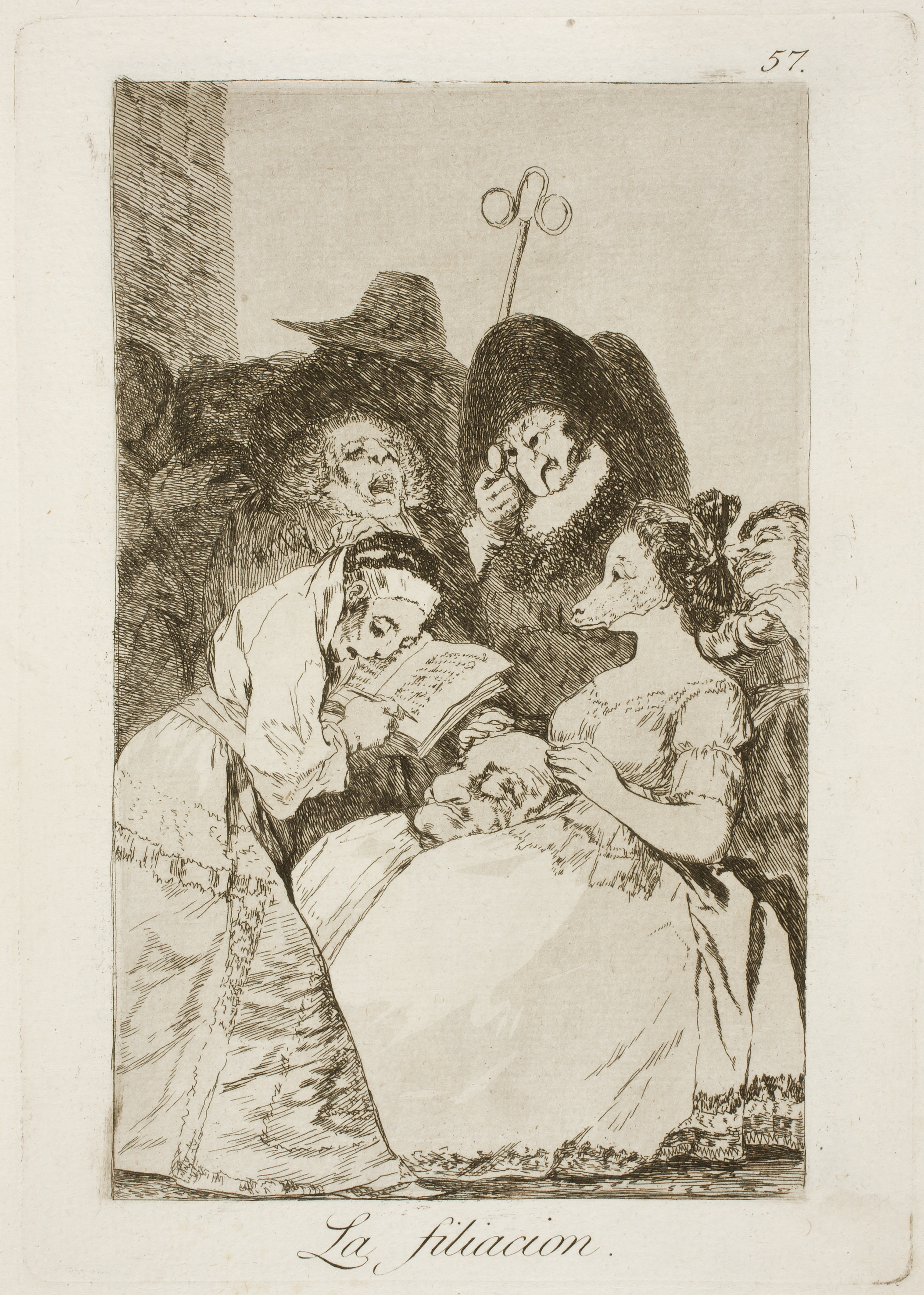
第57番「血統」
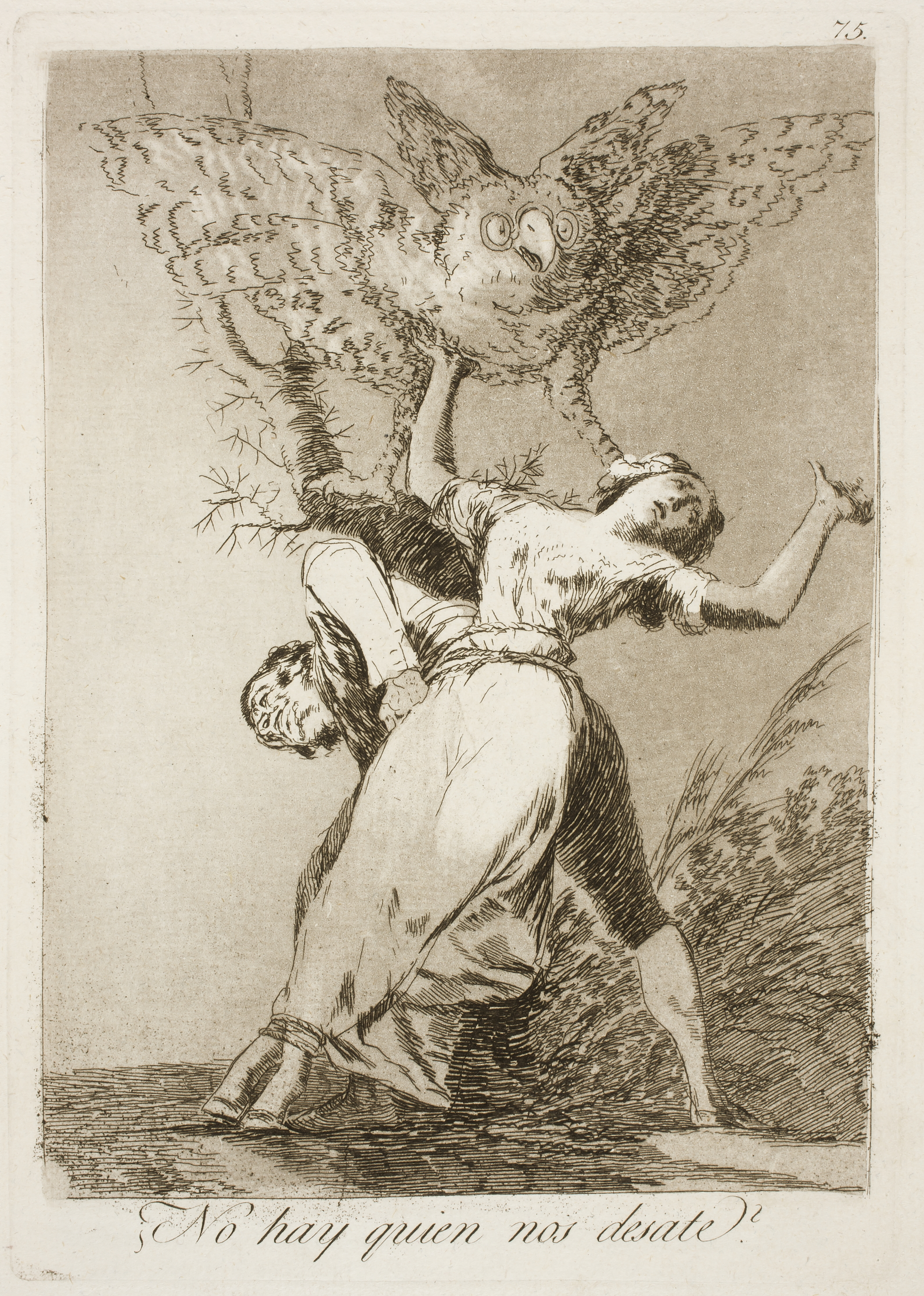
第75番「われわれを解き放してくれる者はいないのか」